# De Post (tijdschrift)
De Post was een Belgisch tijdschrift dat werd uitgegeven door de drukkerij Patria en vervolgens door uitgeverij Sparta.

## Historiek
Het eerste nummer verscheen op 15 januari 1949 en werd uitgegeven door de Antwerpse drukkerij Patria. Na de overname van deze drukkerij door Cyriel Van Thillo in 1950 werd het blad vervolgens ondergebracht bij uitgeverij Sparta. Onder meer Jef Anthierens en Wiel Elbersen waren actief voor het tijdschrift. Vanaf 1976 werd De Post ondergebracht in de NV Mavanti, een gezamenlijke dochteronderneming van de uitgeverijen J. Hoste en uitgeverij Sparta.
In 1990 volgde de 'overname door' en 'fusie met' concurrent Panorama van de TUM. Een tijdlang droeg Panorama vervolgens de ondertitel De Post.